# Gallinago jamesoni
Il beccacino di Jameson (Gallinago jamesoni, Bonaparte 1855) è un uccello della famiglia degli Scolopacidae dell'ordine dei Charadriiformes.

## Sistematica
Gallinago jamesoni ha due sottospecie:
- G. jamesoni chapmani
- G. jamesoni jamesoni

## Distribuzione e habitat
Questo uccello vive in Sud America (Venezuela, Colombia, Ecuador, Perù e Bolivia).